# La Mata de los Olmos
La Mata de los Olmos es una localidad y municipio de español, en la provincia de Teruel, ubicada en la sierra del Bajo Aragón. comunidad autónoma de Aragón, de la comarca del Bajo Aragón. Tiene un área de 23,73 km² con una población de 261 habitantes (INE 2020) y una densidad de 11 hab/km².

## Toponimia
El término Mata podría provenir del árabe متاع, MATĀ‘ "de, propiedad de"

## Geografía
Integrado en la comarca de Bajo Aragón, se sitúa a 99 kilómetros de la capital provincial. El término municipal está atravesado por la carretera N-211 entre los pK 194 y 198, compartiendo trayecto con la N-420, además de por la carretera autonómica A-1416 que se dirige hacia Crivillén y Andorra.
El relieve del territorio es el propio de la transición desde el valle del río Guadalope hacia el Sistema Ibérico turolense, por lo que es de elevada altitud y con varias zonas alomadas y barrancos. La altitud oscila entre los 1049 metros al sur, en el límite con Molinos, y los 820 metros al norte. Destaca el cerro de Muela Redonda (964 metros) en el extremo norte. El pueblo se alza a 905 metros sobre el nivel del mar. 
| Noroeste: Crivillén | Norte: Alloza | Nordeste: Los Olmos |
| Oeste: Crivillén    |               | Este: Los Olmos     |
| Suroeste: Gargallo  | Sur: Molinos  | Sureste: Berge      |

## Historia
La ocupación del territorio queda atestiguada por yacimientos arqueológicos de época ibérica. Destaca el yacimiento de San Cristóbal, situado en un cerro. Proporcionó abundante material cerámico ibérico y romano. Se data en el siglo I a. C. Su historia está vinculada a la encomienda de la orden de Calatrava que tenía su sede en Alcañiz. En 1179 el rey Alfonso II de Aragón entregó La Mata de los Olmos a la orden de Calatrava. En 1414 seguía perteneciendo a la misma orden.
Hasta 1857 aparecía mencionada como La Mata, su denominación actual, La Mata de los Olmos, se emplea desde 1860.
En cuanto a administración, La Mata de los Olmos ha formado parte, de forma sucesiva, a la encomienda de Calatrava en Alcañiz, a la sobrecullida de Alcañiz (1488-1495), a la vereda de Alcañiz (1646) y al corregimiento de Alcañiz (1711-1833). Se constituye como Ayuntamiento en 1834 y forma parte del partido judicial de Castellote, para incorporarse en 1965 al partido judicial de Alcañiz

## Demografía
La Mata de los Olmos cuenta con una población de 271 habitantes (INE 2024).
| Gráfica de evolución demográfica de La Mata de los Olmos entre 1842 y 2021                                                                                            |
| |
| Población de derecho según los censos de población del INE Población de hecho según los censos de población del INEEn estos censos se denominaba La Mata: 1842 y 1857 |

| Nacionalidad | Hombres | Mujeres | Total | %      | Proporción |
| ------------ | ------- | ------- | ----- | ------ | ---------- |
| Española     | 86      | 97      | 183   | 67.7 % |            |
| Extranjera   | 57      | 30      | 87    | 32.2 % |            |

## Economía
Actualmente la economía del municipio se fundamenta especialmente en el sector primario y secundario, siendo en este último donde se registra un mayor número promedio de afiliados a la Seguridad Social. El elemento más representativo de este sector es un matadero. En el sector primario es destacable la ganadería porcina intensiva (10.700 cabezas de ganado en 2009), a la que sigue en importancia la ganadería ovina (4.315 cabezas de ganado el mismo año). La actividad agrícola se centra en los cultivos de secano (597,9 ha en 2009), especialmente cereales y, en menor medida, frutales y cultivos forrajeros, limitándose el uso de regadío a los pequeños huertos destinados al consumo propio. En total, la Superficie agraria utilizada (SAU) es de 1.205,3 ha, un 50,9 % de la superficie total del municipio.

## Administración y política
| Período   | Alcalde                   | Partido     |  |
| --------- | ------------------------- | ----------- |  |
| 1979-1983 | Fernando Gimeno Lahoz     | UCD         |  |
| 1983-1987 | Fernando Gimeno Lahoz     | CDS         |  |
| 1987-1991 | Fernando Gimeno Lahoz     | CDS         |  |
| 1991-1995 | Fernando Gimeno Lahoz     | CDS         |  |
| 1995-1999 | Joaquín Magallón Mata     | PAR         |  |
| 1999-2003 | Antonio Sánchez Cubel     | PSOE-Aragón |  |
| 2003-2007 | Antonio Sánchez Cubel     | PSOE-Aragón |  |
| 2007-2011 | Silvia Inés Gimeno Gascón | PSOE-Aragón |  |
| 2011-2015 | Silvia Inés Gimeno Gascón | PSOE-Aragón |  |
| 2015-2019 | Silvia Inés Gimeno Gascón | PSOE-Aragón |  |
| 2019-     | Silvia Inés Gimeno Gascón | PSOE-Aragón |  |

| Partido político    | Partido político                                   | 1979   | 1983   | 1987   | 1991   | 1995   | 1999   | 2003   | 2007   | 2011   | 2015   | 2019   |
| Partido político    | Partido político                                   | Ediles | Ediles | Ediles | Ediles | Ediles | Ediles | Ediles | Ediles | Ediles | Ediles | Ediles |
|                     | Partido de los Socialistas de Aragón (PSOE-Aragón) | —      | 1      | 1      | 2      | 3      | 4      | 4      | 4      | 5      | 4      | 4      |
|                     | Partido Aragonés (PAR)                             | —      | —      | —      | —      | 2      | 2      | 1      | 1      | 1      | 3      | 3      |
|                     | Partido Popular de Aragón (PP)                     | —      | —      | —      | —      | 2      | 1      | 2      | 2      | 1      | —      | —      |
|                     | Centro Democrático y Social (CDS)                  | —      | 6      | 6      | 5      | —      | —      | —      | —      | —      | —      | —      |
|                     | Unión de Centro Democrático (UCD)                  | 7      | —      | —      | —      | —      | —      | —      | —      | —      | —      | —      |
| Total de concejales | Total de concejales                                | 7      | 7      | 7      | 7      | 7      | 7      | 7      | 7      | 7      | 7      | 7      |

## Patrimonio
En los aledaños al pueblo está situada la antigua Nevera de La Mata de los Olmos, donde se recogía la nieve en invierno la convertían en hielo y lo utilizaban durante todo el año. 
- Ayuntamiento

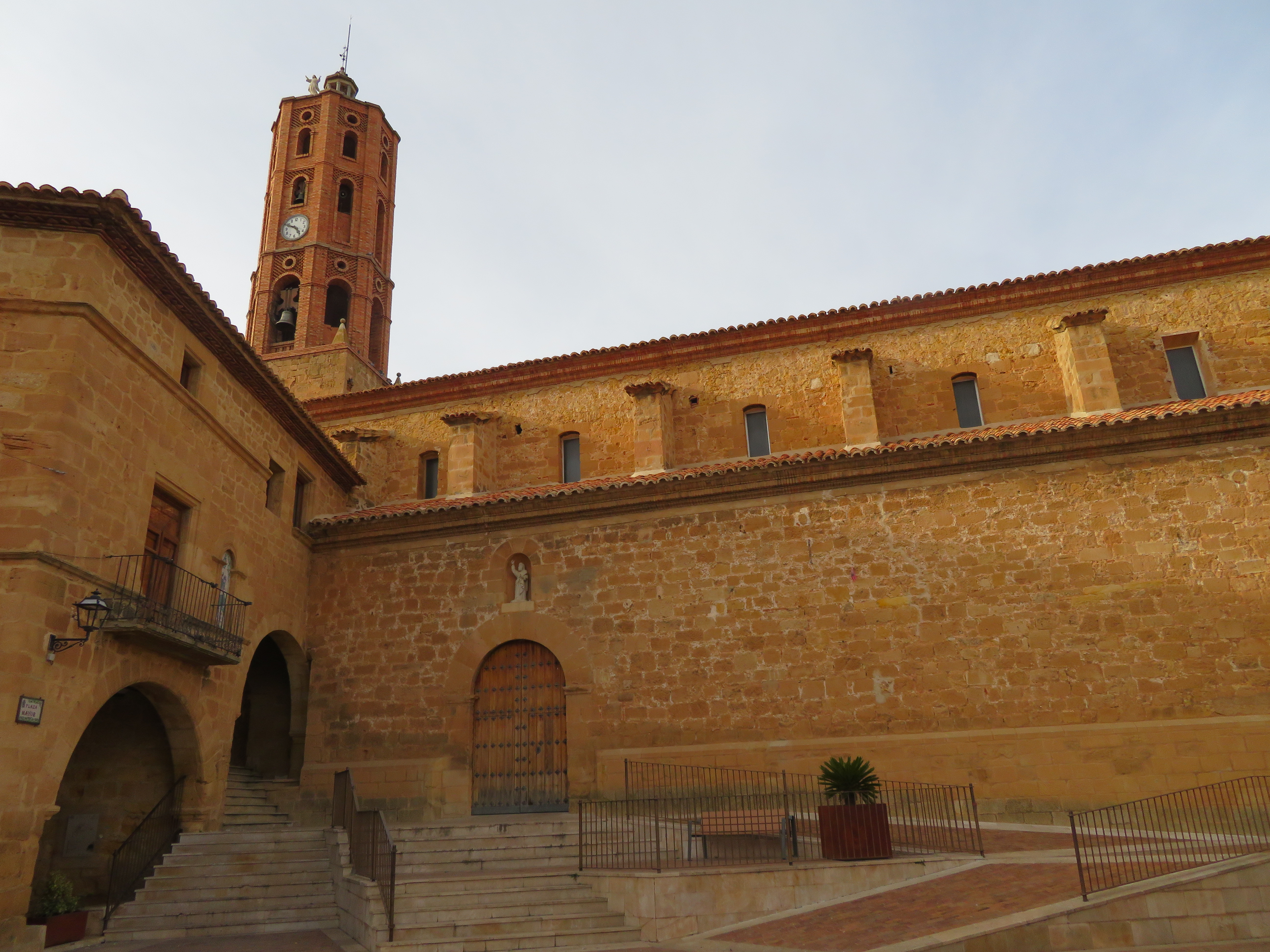
Iglesia parroquial de San Miguel Arcángel

- Iglesia parroquial de San Miguel Arcángel

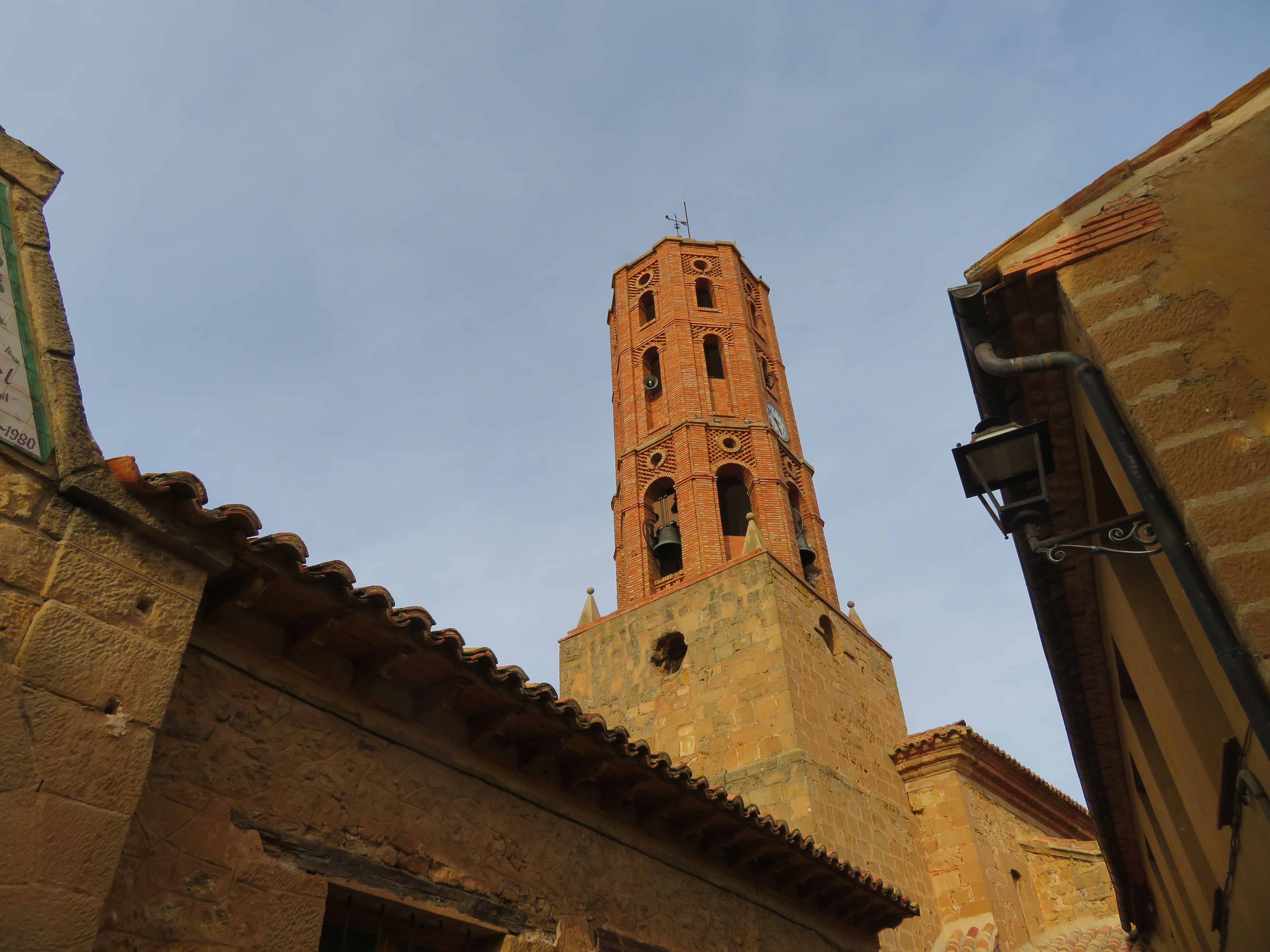
Torre-campanario

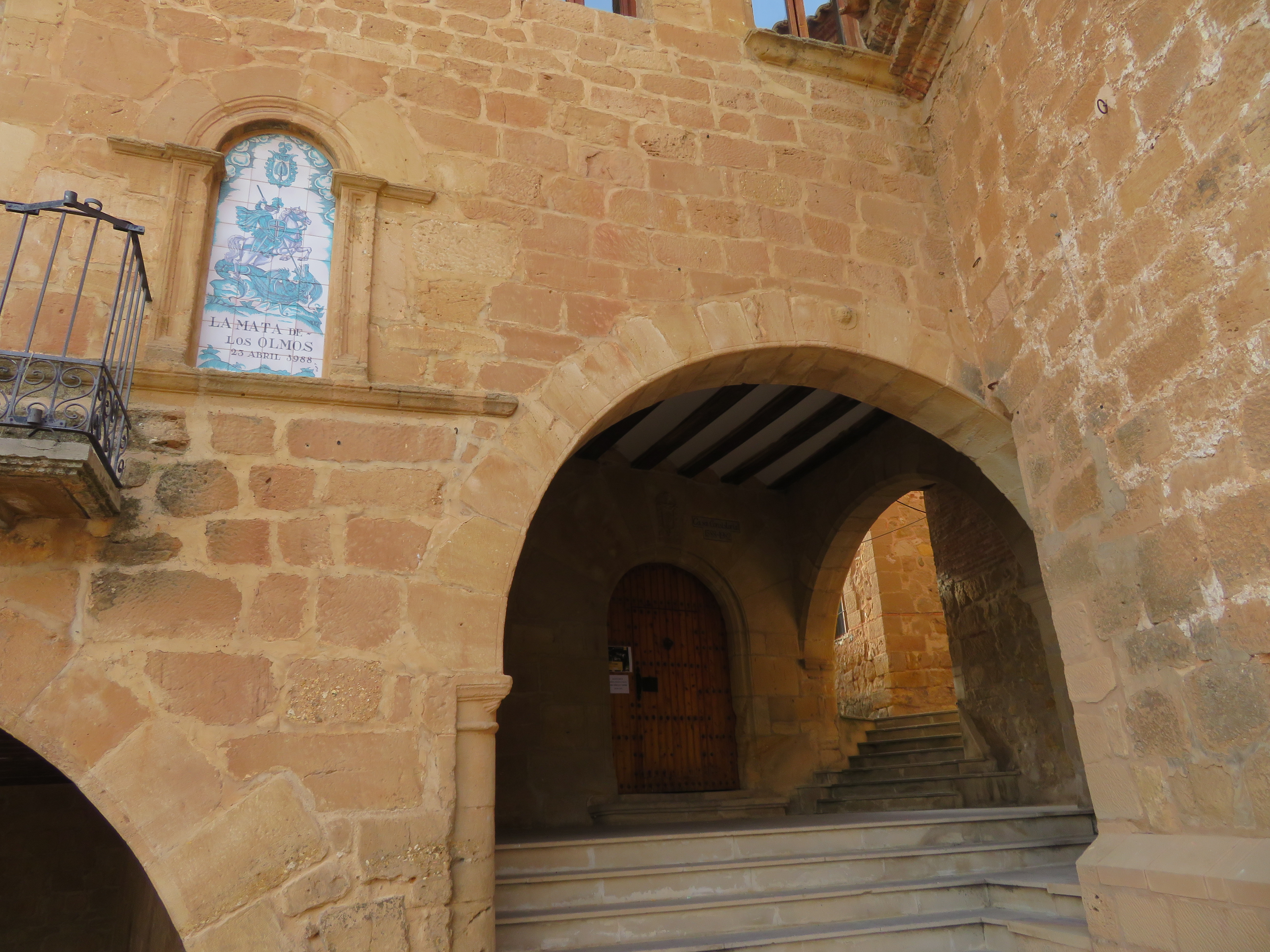
Ayuntamiento de la Mata de los Olmos

- Torre-campanario